# Multilateral Instrument Matching Database
Il Multilateral Instrument Matching Database, anche detto Matching Database, è un prototipo di intelligenza artificiale creato dall'OCSE per l'applicazione della Convenzione multilaterale anti-BEPS (Base erosion and profit shifting).

## La Convenzione multilaterale
La Convenzione multilaterale, adottata nel novembre 2016 da oltre 100 giurisdizioni (Stati, Dipendenze della Corona Britannica, Regni e Territori autonomi) ed entrata in vigore dal 1º luglio 2018, è un trattato di diritto internazionale pubblico che persegue lo scopo di aggiornare e modificare simultaneamente le convenzioni contro le doppie imposizioni (CDI) vigenti al fine di arginare condotte di pianificazione fiscale aggressiva. Essa consente di mutare il sistema delle CDI delle giurisdizioni che aderiscono al trattato senza che questi debbano rinegoziare i trattati bilaterali che li coinvolgono uno ad uno. Non abroga e non sostituisce i trattati bilaterali, né modifica direttamente le disposizioni ma agisce sulle norme di questi ultimi, che restano efficaci nella misura in cui non siano modificate, sostituite o integrate dalla Convenzione: pertanto, la Convenzione va applicata insieme al trattato che modifica.
(Angel Gurría, Segretario Generale dell'OCSE)
La Convenzione multilaterale non mira solo ad attuare le misure anti-BEPS, ma a farlo in modo uniforme: nasce con lo scopo di aggiornare e uniformare i trattati contro le doppie imposizioni, alcuni dei quali sono stati conclusi molti anni fa e non seguono il modello di convenzione OCSE. Con l'obiettivo di raggiungere l’adesione del maggior numero possibile di Stati, e per lasciare ampia libertà di scegliere se e come modificare i propri trattati, la Convenzione prevede tre tipi di strumenti capaci di modellare la disciplina sostanziale: clausole di compatibilità, opzioni e riserve.

### Clausole di compatibilità
La Convenzione multilaterale ha predisposto l'utilizzo di clausole di compatibilità, che si occupano di impedire che possano sorgere dei conflitti nell'applicazione della Convenzione multilaterale e le singole CDI vigenti. Le clausole di compatibilità definiscono in quale misura operano le nuove norme introdotte dalla Convenzione rispetto alle CDI, in modo che la disciplina che ne scaturisce non risulti contraddittoria.
La Convenzione utilizza quattro diverse clausole di compatibilità:
1. che la disposizione si applichi “al posto di” una disposizione esistente e non si applichi quando tale disposizione non esiste (effetto correttivo);
2. “si applichi a” o “modifichi” una norma preesistente senza sostituirla (effetto integrativo);
3. che si applichi “in assenza” di una disposizione corrispondente (effetto additivo);
4. si applichi “al posto” di una disposizione esistente, indipendentemente dal fatto che tale disposizione sia esistita e/o se tale disposizione esistente sia stata notificata al depositario (effetto sostitutivo).[4]

### Il regime delle opzioni
Oltre alle clausole di compatibilità, la Convenzione multilaterale prevede un ulteriore strumento di flessibilità: il regime delle opzioni. Si tratta di discipline alternative che spetta allo Stato scegliere se utilizzare o meno. Esercitando le opzioni, uno Stato può scegliere di applicare (opt-in clauses) o non applicare (opt-out clauses) alcune norme, o parti di esse. In particolare le prime (opt-in clauses), consentono agli Stati di sottoporsi volontariamente ad una regolamentazione che non è necessariamente imposta dalla Convenzione.

### Il regime delle riserve
Infine, la Convenzione predispone la possibilità per gli Stati membri di formulare riserve, con l'effetto di modificare la disciplina applicabile. Questa facoltà è però limitata ai soli casi espressamente consentiti dalla Convenzione. L'art. 28 della Convenzione elenca i casi in cui le riserve sono ammesse e ne stabilisce le modalità di formulazione e gli effetti.

## Parti firmatarie della Convenzione multilaterale
Di seguito è riportato un elenco delle Parti firmatarie della Convenzione (a novembre 2022). Delle 100 giurisdizioni interessate, 79 hanno depositato il loro strumento di ratifica, approvazione o accettazione, mentre 3 nuove giurisdizioni (Algeria, eSwatini, Libano) hanno espresso l'intenzione di voler firmare la Convenzione.
| N°  | Territori aderenti   | Data della firma | Entrata in vigore |
| --- | -------------------- | ---------------- | ----------------- |
| 1   | Albania              | 28/05/2019       | 01/01/2021        |
| 2   | Andorra              | 07/06/2017       | 01/01/2022        |
| 3   | Arabia Saudita       | 18/09/2018       | 01/05/2020        |
| 4   | Argentina            | 07/06/2017       | non in vigore     |
| 5   | Armenia              | 07/06/2017       | non in vigore     |
| 6   | Australia            | 07/06/2019       | 01/01/2019        |
| 7   | Austria              | 07/06/2019       | 01/07/2018        |
| 8   | Bahrein              | 27/11/2020       | 01/06/2022        |
| 9   | Barbados             | 24/01/2018       | 01/04/2021        |
| 10  | Belgio               | 07/06/2017       | 01/10/2019        |
| 11  | Belize               | 11/01/2019       | 01/08/2022        |
| 12  | Bosnia ed Erzegovina | 30/10/2019       | 01/01/2021        |
| 13  | Bulgaria             | 07/06/2017       | 01/01/2023        |
| 14  | Burkina Faso         | 07/06/2017       | 01/02/2021        |
| 15  | Camerun              | 11/07/2017       | 01/08/2022        |
| 16  | Canada               | 07/06/2017       | 01/12/2019        |
| 17  | Cile                 | 07/06/2017       | 01/03/2021        |
| 18  | Cina                 | 07/06/2017       | 01/09/2022        |
| 19  | Cipro                | 07/06/2017       | 01/05/2020        |
| 20  | Colombia             | 07/06/2017       | non in vigore     |
| 21  | Corea del Sud        | 07/06/2017       | 01/09/2020        |
| 22  | Costa d'Avorio       | 24/01/2018       | non in vigore     |
| 23  | Costa Rica           | 07/06/2017       | 01/01/2021        |
| 24  | Croazia              | 07/06/2017       | 01/01/2021        |
| 25  | Curaçao              | 20/12/2017       | 01/07/2019        |
| 26  | Danimarca            | 07/06/2017       | 01/01/2020        |
| 27  | Egitto               | 07/06/2017       | 01/01/2021        |
| 28  | Emirati Arabi Uniti  | 27/06/2018       | 01/09/2019        |
| 29  | Estonia              | 29/06/2018       | 01/05/2021        |
| 30  | Fiji                 | 07/06/2017       | non in vigore     |
| 31  | Finlandia            | 07/06/2017       | 01/06/2019        |
| 32  | Francia              | 07/06/2017       | 01/01/2019        |
| 33  | Gabon                | 07/06/2017       | non in vigore     |
| 34  | Georgia              | 07/06/2017       | 01/07/2019        |
| 35  | Germania             | 07/06/2017       | 01/04/2021        |
| 36  | Giamaica             | 24/01/2018       | non in vigore     |
| 37  | Giappone             | 07/06/2017       | 01/01/2019        |
| 38  | Giordania            | 19/12/2019       | 01/01/2021        |
| 39  | Grecia               | 07/06/2017       | 01/07/2021        |
| 40  | Guernsey             | 07/06/2017       | 01/06/2019        |
| 41  | Hong Kong            | 07/06/2017       | 01/09/2022        |
| 42  | India                | 07/06/2017       | 01/10/2019        |
| 43  | Indonesia            | 07/06/2017       | 01/08/2020        |
| 44  | Irlanda              | 07/06/2017       | 01/05/2019        |
| 45  | Islanda              | 07/06/2017       | 01/01/2020        |
| 46  | Isola di Man         | 07/06/2017       | 01/07/2018        |
| 47  | Israele              | 07/06/2017       | 01/01/2019        |
| 48  | Italia               | 07/06/2017       | non in vigore     |
| 49  | Jersey               | 07/06/2017       | 01/07/2018        |
| 50  | Kazakhstan           | 25/06/2018       | 01/10/2020        |
| 51  | Kenia                | 26/11/2019       | non in vigore     |
| 52  | Kuwait               | 07/06/2017       | non in vigore     |
| 53  | Lesotho              | 09/02/2022       | 01/11/2022        |
| 54  | Lettonia             | 07/06/2017       | 01/02/2020        |
| 55  | Liechtenstein        | 07/06/2017       | 01/04/2020        |
| 56  | Lituania             | 07/06/2017       | 01/01/2019        |
| 57  | Lussemburgo          | 07/06/2017       | 01/08/2019        |
| 58  | Macedonia del Nord   | 29/01/2020       | non in vigore     |
| 59  | Malesia              | 24/01/2018       | 01/06/2021        |
| 60  | Malta                | 07/06/2017       | 01/04/2019        |
| 61  | Marocco              | 25/06/2019       | non in vigore     |
| 62  | Mauritius            | 05/07/2017       | 01/02/2020        |
| 63  | Messico              | 07/06/2017       | non in vigore     |
| 64  | Monaco               | 07/06/2017       | 01/05/2019        |
| 65  | Mongolia             | 06/10/2022       | non in vigore     |
| 66  | Namibia              | 30/09/2021       | non in vigore     |
| 67  | Nigeria              | 17/08/2017       | non in vigore     |
| 68  | Norvegia             | 07/06/2017       | 01/11/2019        |
| 69  | Nuova Zelanda        | 07/06/2017       | 01/10/2018        |
| 70  | Oman                 | 26/11/2019       | 01/11/2020        |
| 71  | Paesi Bassi          | 07/06/2017       | 01/07/2019        |
| 72  | Pakistan             | 07/06/2017       | 01/04/2021        |
| 73  | Panama               | 24/01/2018       | 01/03/2021        |
| 74  | Papua Nuova Guinea   | 23/01/2019       | non in vigore     |
| 75  | Perù                 | 27/06/2018       | non in vigore     |
| 76  | Polonia              | 07/06/2017       | 01/07/2018        |
| 77  | Portogallo           | 07/06/2017       | 01/06/2020        |
| 78  | Qatar                | 04/12/2018       | 01/04/2020        |
| 79  | Regno Unito          | 07/06/2017       | 01/10/2018        |
| 80  | Repubblica Ceca      | 07/06/2017       | 01/09/2020        |
| 81  | Romania              | 07/06/2017       | 01/06/2022        |
| 82  | Russia               | 07/06/2017       | 01/10/2019        |
| 83  | San Marino           | 07/06/2017       | 01/07/2020        |
| 84  | Senegal              | 07/06/2017       | 01/09/2022        |
| 85  | Serbia               | 07/06/2017       | 01/10/2018        |
| 86  | Seychelles           | 07/06/2017       | 01/04/2022        |
| 87  | Singapore            | 07/06/2017       | 01/04/2019        |
| 88  | Slovacchia           | 07/06/2017       | 01/01/2019        |
| 89  | Slovenia             | 07/06/2017       | 01/07/2018        |
| 90  | Spagna               | 07/06/2017       | 01/01/2022        |
| 91  | Sud Africa           | 07/06/2017       | 01/01/2023        |
| 92  | Svezia               | 07/06/2017       | 01/10/2018        |
| 93  | Svizzera             | 07/06/2017       | 01/12/2019        |
| 94  | Thailandia           | 09/02/2022       | 01/07/2022        |
| 95  | Tunisia              | 24/01/2018       | non in vigore     |
| 96  | Turchia              | 07/06/2017       | non in vigore     |
| 97  | Ucraina              | 23/07/2018       | 01/12/2019        |
| 98  | Ungheria             | 07/06/2017       | 01/07/2021        |
| 99  | Uruguay              | 07/06/2017       | 01/06/2020        |
| 100 | Vietnam              | 09/02/2022       | non in vigore     |

## Funzionamento del Matching Database
Il Matching Database si pone come strumento necessario nel tentativo di realizzare un superamento dell’ottica esclusivamente bilaterale propria del sistema fiscale internazionale previgente: infatti, soluzioni bilaterali ma non coordinate favoriscono quella situazione di vuoto normativo nella quale sono incrementate strategie di pianificazione fiscale che sfruttano le lacune e le divergenze nel sistema tributario internazionale al fine di trasferire artificialmente i profitti in Paesi a bassa o nulla tassazione (Base erosion and profit shifting).
Il Matching Database opera come una banca dati elettronica ed ha il compito di assistere gli Stati nell'interpretazione delle clausole di compatibilità e nel coordinamento delle norme della Convenzione con quelle dei trattati bilaterali. Esso incrocia le disposizioni della Convenzione e quelle dei singoli trattati bilaterali al fine di segnalare all'interprete quale norma è stata modificata ed in quale modo, indicandogli quindi la norma che deve essere applicata alla fattispecie concreta.
Di fatto, il Matching Database esegue un algoritmo programmato per tradurre in termini matematici le relazioni tra le norme al fine di ottenere la norma convenzionale modificata (output).
(Daniele Canè, "Intelligenza artificiale e sanzioni amministrative tributarie", in “Rivista Trimestrale di Diritto Tributario”, n. 4/2019, p. 28)

## Profili problematici e rischi correlati
L'utilizzo del Matching Database nell'opera di individuazione e di interpretazione delle norme modificate dalla Convenzione comporta una serie di profili problematici e possibili rischi dovuti alla sua natura algoritmica. Nonostante l'OCSE lo consideri un semplice strumento di calcolo, privo di valore giuridico, e pur evidenziando come la presenza di errori potrebbe compromettere gli esiti delle operazioni da esso compiute, il Matching Database compie delle operazioni giuridiche.
(Daniele Canè, "Intelligenza artificiale e sanzioni amministrative tributarie”, in “Rivista Trimestrale di Diritto Tributario”, n. 4/2019, p. 29)
Il Matching Database è uno strumento a servizio dell'interprete che non è in grado di commettere una violazione fiscale poiché, in quanto intelligenza artificiale, non può essere consapevole del proprio comportamento: non può essere chiamato a rispondere di eventuali errori. Per questi motivi, eventuali profili di responsabilità nell’utilizzo del Matching Database non possono che ricadere in capo all’utilizzatore (il contribuente o il consulente fiscale).

### Profili di responsabilità sanzionatoria del contribuente
Il contribuente, che si avvale del Matching Database per individuare la normativa fiscale da applicare, resta tenuto alla conoscenza della legge fiscale; la delega degli adempimenti tributari non lo esonera dalle proprie responsabilità in materia di scelta e sorveglianza del consulente, sia esso un umano o un robot, per il quale, in caso di errata indicazione dell’intelligenza artificiale (IA), egli risponderà a titolo di culpa in vigilando o in eligendo, sempreché tale errore non possa essere riconosciuto come incolpevole, a causa di obiettiva incertezza del contenuto della norma. A titolo di esempio, possono configurare responsabilità a titolo di colpa in capo al contribuente l'essersi fidati ciecamente dell'IA (culpa in eligendo) o il non aver richiesto un secondo parere ad un professionista qualificato (culpa in vigilando). L'impiego incontrollato del Matching Database può quindi comportare gravi rischi sanzionatori per il contribuente, considerata anche la presunzione di colpa a suo carico.

### Profili di responsabilità sanzionatoria del consulente
Posizione differente è quella del consulente. Infatti, quest'ultimo può rispondere delle violazioni tributarie, in concorso o in via esclusiva, come autore mediato. Per i consulenti, tuttavia, le violazioni commesse nella soluzione di questioni «di speciale difficoltà», come parrebbe essere l’interpretazione della Convenzione multilaterale, sono punibili esclusivamente a titolo di dolo o colpa grave, ai sensi dell’art. 5, comma 1, D.Lgs. n. 472/1997. Da ciò si evince che questa disposizione limita fortemente le ipotesi di responsabilità del consulente. Residua, quindi, un’area d’impunità anche per il consulente che usi l'intelligenza artificiale in situazioni come queste.
(Daniele Canè, "Intelligenza artificiale e sanzioni amministrative tributarie", in “Rivista Trimestrale di Diritto Tributario”, n. 4/2019, p. 42)